# 日産カップ追浜チャンピオンシップ
日産カップ追浜チャンピオンシップ（にっさんかっぷおっぱまちゃんぴおんしっぷ）は、2000年から毎年12月に、神奈川県横須賀市にある日産自動車追浜工場と横須賀市内のロードコースで開催されている車いすマラソン大会。正式名称は、「日産カップ追浜チャンピオンシップ（西暦）」であるが、「全国車椅子マラソン」という表示が前または後に入る。

## 概要
種目は、公道を使用したハーフマラソン（21.0975km）や、日産自動車追浜工場のテストコース「GRANDRIVE」（グランドライブ）を使用した2．5Km・5Km・10Kmレースなどがある。2.5kmには、健常者も参加できる。日産追浜工場を主体に、毎年約500名の従業員ボランティアと地域のボランティアが協働して大会を運営している。
- 主催：日産カップ大会実行委員会（日産自動車（株）追浜工場、追浜観光協会、追浜自治会連絡協議会、追浜地区社会福祉協議会、協）追浜商盛会、追浜銀座通商店会）

## 近年の大会結果
ハーフマラソン　優勝者
- 2016年12月4日　鈴木朋樹（千葉）43分44秒　-　中山和美（神奈川）51分27秒
- 2015年12月6日　鈴木朋樹（千葉）47分00秒　-　中山和美（神奈川）54分34秒
- 2014年12月7日　樋口政幸（長野）45分45秒　-　中山和美（神奈川）53分58秒
- 2013年12月1日　樋口政幸（長野）44分52秒　-　中山和美（神奈川）55分08秒
- 2012年12月2日　樋口政幸（長野）45分16秒　-　土田和歌子（東京）51分29秒
- 2011年12月6日　樋口政幸（長野）44分28秒　-　土田和歌子（東京）50分37秒
- 2010年12月5日　花岡伸和（千葉）46分14秒　-　土田和歌子（東京）50分35秒
- 2009年12月6日　洞ノ上浩太（福岡）44分36秒　-　中山和美（神奈川）57分25秒
- 2008年12月7日　花岡伸和（千葉）46分56秒　-　中山和美（神奈川）1時間03分55秒
- 2007年12月2日　笹原廣喜（大分）44分58秒　-　土田和歌子（東京）51分42秒

フルマラソン　優勝者
- 2007年　種目なし
- 2006年12月3日　笹原廣喜（大分）1時間32分29秒　（女子の参加なし）
- 2005年12月3日　笹原廣喜（大分）1時間31分59秒　（女子の参加なし）
- 2004年　中止